# Duden

Logo des Duden

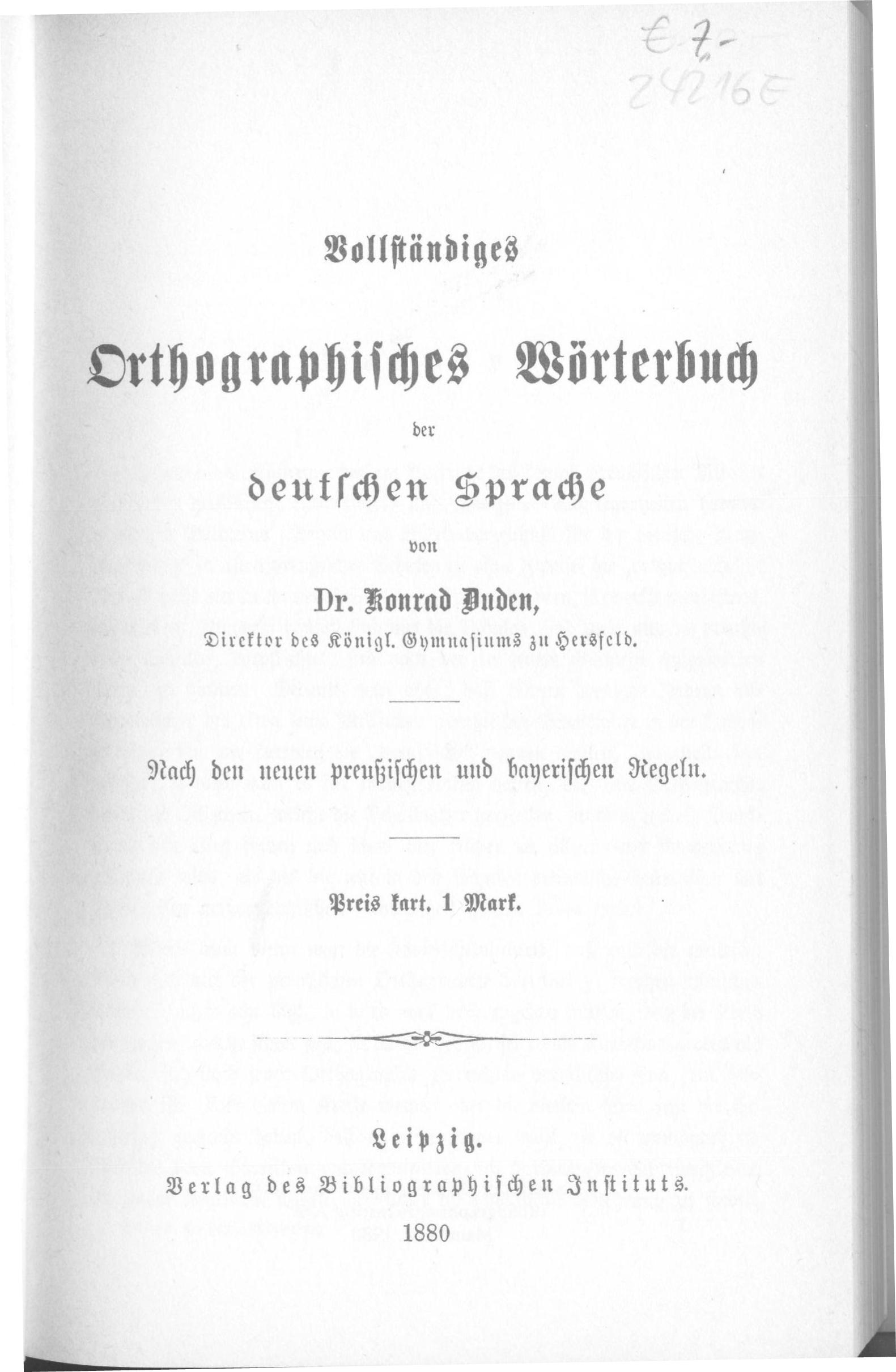
Vollständiges Orthographisches Wörterbuch der deutschen Sprache. 1. Auflage, 1880

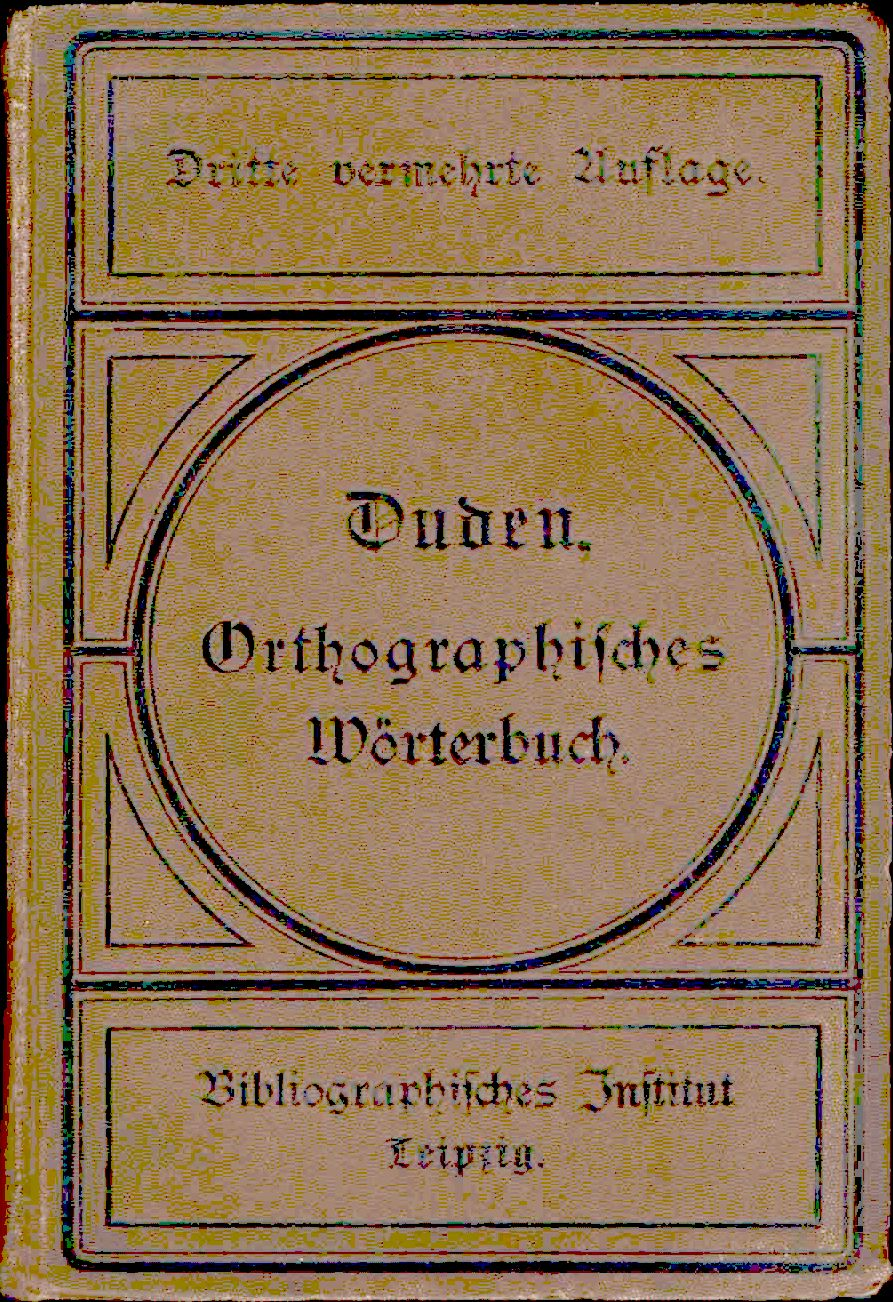
Duden, Orthographisches Wörterbuch, 3. Auflage, 1887

Der Duden ist ein Rechtschreibwörterbuch der deutschen Sprache. Das Werk war erstmals am 7. Juli 1880 von Konrad Duden als Vollständiges Orthographisches Wörterbuch der deutschen Sprache veröffentlicht worden und wurde in den folgenden Jahrzehnten Grundlage einer einheitlichen deutschen Rechtschreibung.
Nach dem Zweiten Weltkrieg war der Duden in beiden Teilen Deutschlands bis zur Rechtschreibreform 1996 maßgebend in Zweifelsfällen der deutschen Rechtschreibung (siehe Abschnitt 1947–1991). Er wurde „auf der Grundlage der aktuellen amtlichen Rechtschreibregeln“ des Rats für deutsche Rechtschreibung vom Dudenverlag erstellt, bis dieser 2022 in den Verlag Cornelsen eingegliedert wurde.
Aufgrund seiner lange Zeit marktbeherrschenden Stellung wurde Duden auch als generischer Markenname für deutsche Rechtschreibwörterbücher verwendet.
Im 20. Jahrhundert entwickelte der Dudenverlag mehrere Reihen mit weiteren Fach-Wörterbüchern sowie mit einer deutschen Grammatik, die ebenfalls unter dem Titel Duden erschienen. Der Rechtschreibduden ist der erste Band in einer dieser Reihen. Weiter unten werden zahlreiche Duden erwähnt.

## Verlag
Der Duden erscheint seit 2013 als Buch und in elektronischen Formaten im Cornelsen Verlag.

## Geschichte des Rechtschreibdudens

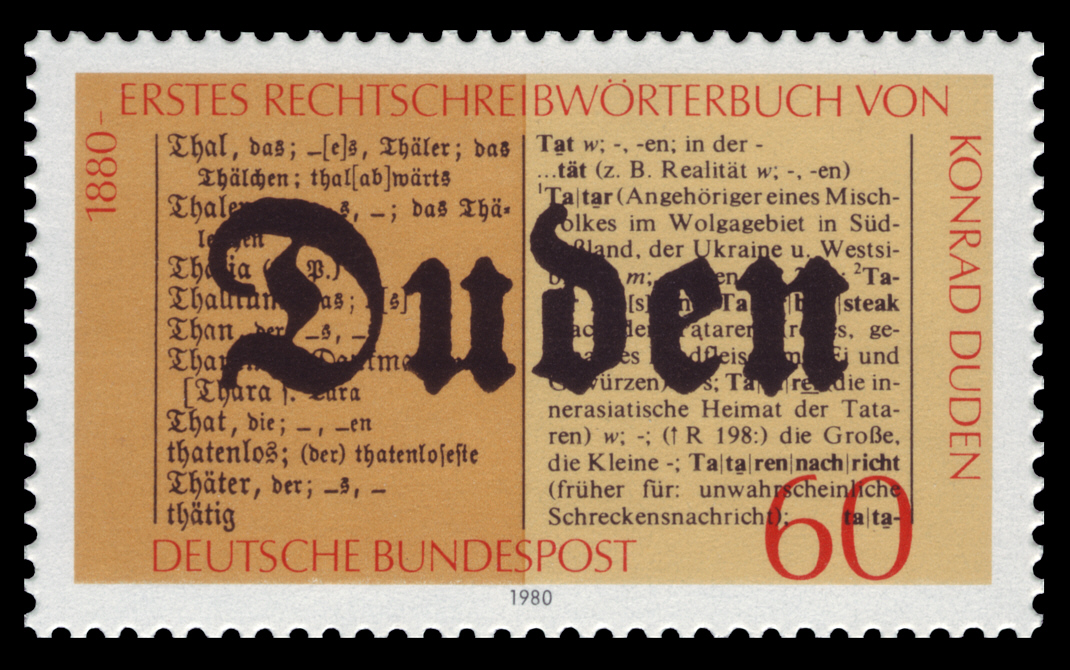
100 Jahre Rechtschreiblexikon von Konrad Duden: vergleichende Ansicht der Duden von ca. 1880 und 1980 auf einer Briefmarke von 1980

### Schleizer Duden (1872) und Urduden (1880)
1872 veröffentlichte Konrad Duden im B. G. Teubner Verlag in Leipzig seine Abhandlung Die deutsche Rechtschreibung. Dem Werk waren bereits ein Wörterverzeichnis sowie Rechtschreibregeln für den Schulgebrauch beigegeben. Dieser später sogenannte Schleizer Duden – der Verfasser war damals Direktor eines Gymnasiums in Schleiz – beeinflusste die Debatte um die Rechtschreibung in Deutschland maßgeblich und wurde zur Vorlage der folgenden orthografischen Wörterbücher.
Acht Jahre später – Konrad Duden war inzwischen als Schulleiter an das Gymnasium in Hersfeld gewechselt – erschien dann 1880 die erste Auflage seines Hauptwerks, vom Verlag später als „Urduden“ bezeichnet. Am 7. Juli 1880 wurde dieses Vollständige Orthographische Wörterbuch der deutschen Sprache im Verlag Bibliographisches Institut in Leipzig veröffentlicht. Dieser erste „Duden“ versammelte 27.000 Stichwörter auf 187 Seiten, und der Duden setzte sich nachfolgend im gesamten Deutschen Kaiserreich als Orthografie-Nachschlagewerk durch, ab 1892 wurden seine Schreibweisen auch in der Schweiz verbindlich.

### 2.–6. Auflage (1881–1900)
Eine 2. Auflage ist nicht als Druckwerk überliefert. Es wird angenommen, dass der Nachdruck der Erstauflage von 1882 als solche gezählt wurde. Auch die nachfolgenden Ausgaben erschienen im Dudenverlag. Von der 3. Auflage (1887) an nahm Konrad Duden auch etymologische Angaben sowie Erläuterungen zu Fremdwörtern in das Wörterbuch auf. Von der 4. Auflage (1893) an schlug sich diese Erweiterung auch im Titel nieder: Vollständiges Orthographisches Wörterbuch der deutschen Sprache – mit etymologischen Angaben, kurzen Sacherklärungen und Verdeutschungen der Fremdwörter. Mit diesem Titel erschienen auch 1897 die 5. Auflage und 1900 die 6. Auflage.

### 7.–12. Auflage (1901–1942)

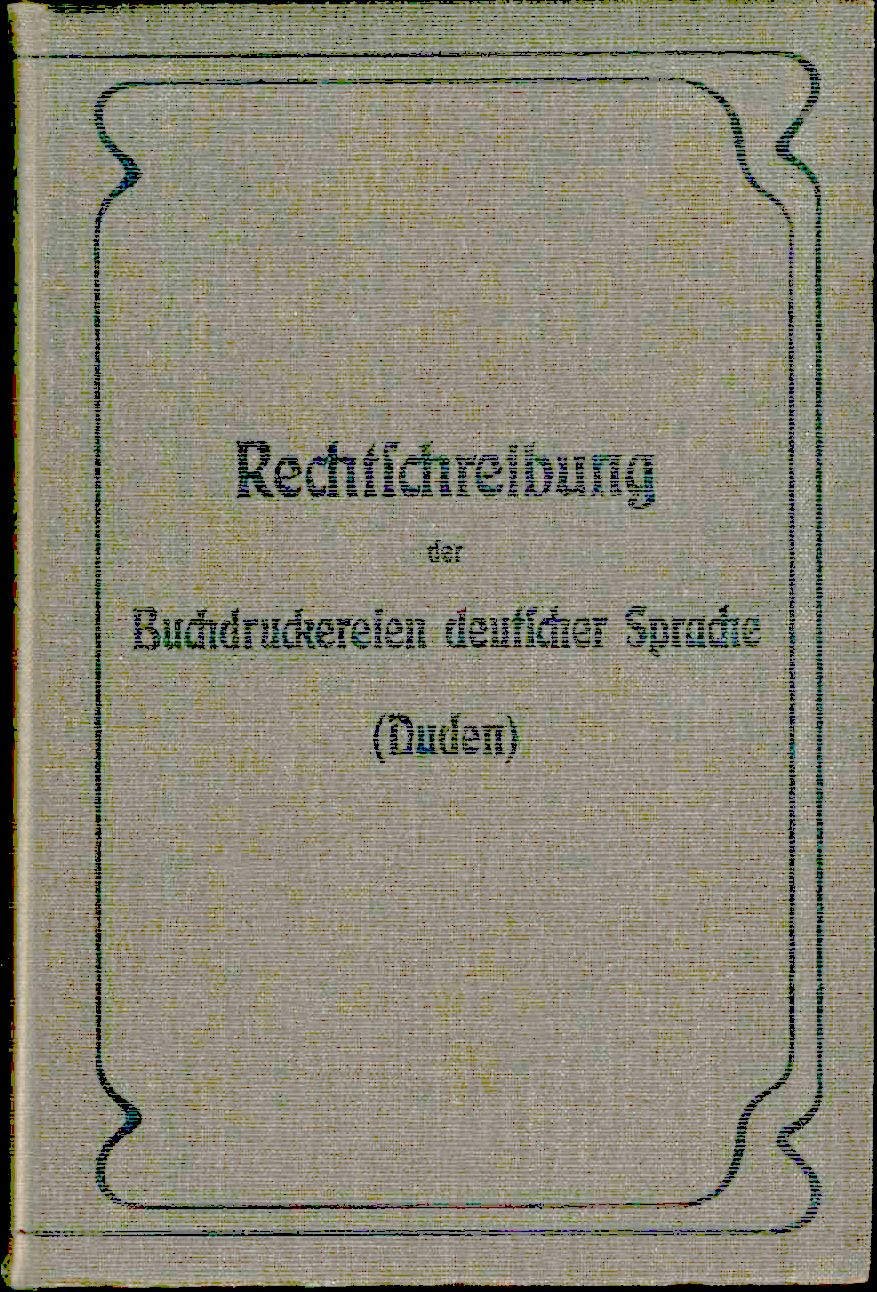
Buchdruckerduden, 1903

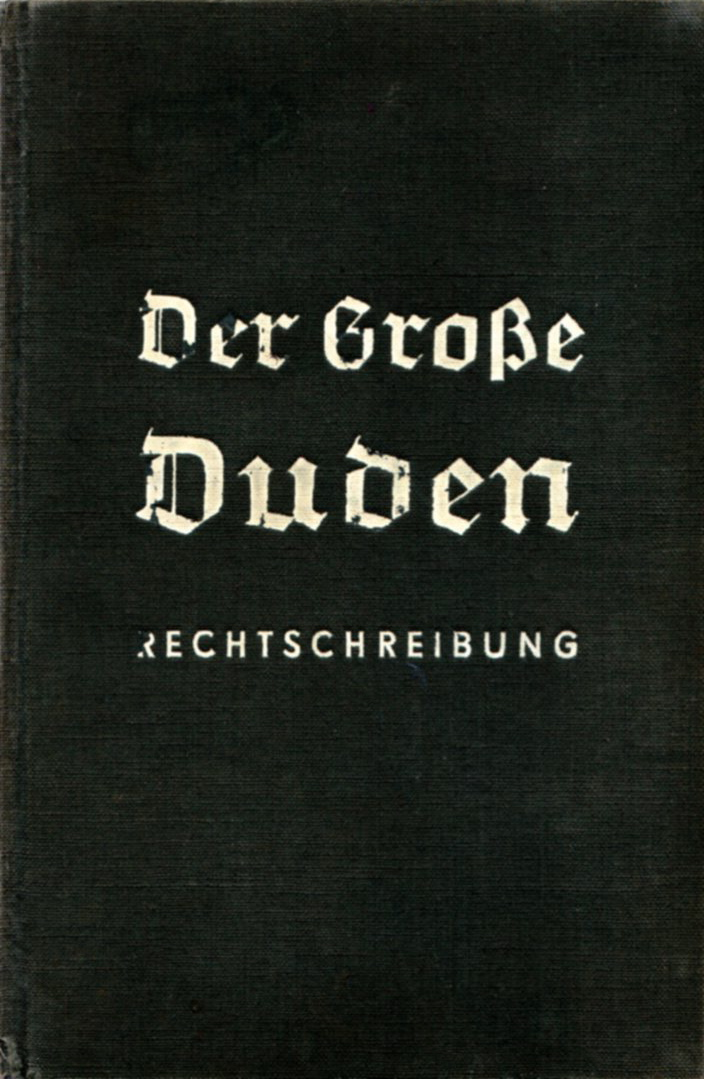
Duden, 11. Auflage, 1934

Die vom 17. bis 19. Juni 1901 in Berlin tagende II. Orthographische Konferenz, auf der unter Beteiligung von Konrad Duden Beratungen über die Einheitlichkeit der deutschen Rechtschreibung stattfinden sollten, bestätigte mit ihren Orthografieregeln im Wesentlichen das amtliche preußische Schulregelwerk und den „Urduden“. Diese Beschlüsse wurden im Laufe des Jahres 1902 vom damaligen Bundesrat wie auch vom österreichischen Reichsrat und der Schweiz umgesetzt. Im selben Jahr erschien auch die 7. Auflage des an die Beschlüsse angepassten Dudens – an dieser Arbeit war neben Konrad Duden auch erstmals eine Redaktion beteiligt.
Die 8. Auflage erschien 1905. Nach dem Tod Konrad Dudens im Jahr 1911 übernimmt die Dudenredaktion die Weiterführung des Werks. Unter dem Titel Duden, Rechtschreibung der deutschen Sprache und der Fremdwörter kam 1915 die 9. Auflage heraus. Die 10. Auflage erschien 1929 mit dem Titel Der große Duden – Rechtschreibung der deutschen Sprache und der Fremdwörter.
In der 11. Auflage von 1934 finden sich im Gegensatz zur 10. Auflage von 1929 zum Beispiel die Ausdrücke Volksgemeinschaft, Volksschädling und Volks- und Staatsfeind im Wörterverzeichnis, an der alphabetischen Stelle des Wortes Volksfreund steht nun Volksfeind und das Wort Volksentscheid ist nicht mehr verzeichnet, taucht ab der 12. Auflage 1941 aber wieder auf. Nach einer Zählung von Cornelia Schmitz-Berning für die Bundeszentrale für politische Bildung enthält die 11. Auflage 180, die 12. Auflage 883 neue NS-Ausdrücke, die großenteils bereits ab der 13. Auflage (1947) nicht mehr verzeichnet sind.
Der letzte in Frakturschrift gedruckte Duden erschien 1941 als 12. Auflage. Auf Erlass von Reichsleiter Bormann sollte die Frakturschrift nicht länger verwendet werden. Seit 1942 (ebenfalls 12. Auflage, inhaltlich gleich) erscheint der Duden ausschließlich in Antiqua. Als Hilfestellung für Schreiber der gebrochenen Schrift wurde das Schluss-s (runde s) jeweils unterstrichen, alle anderen sind lange s. In den folgenden Jahrzehnten wurde die deutsche Rechtschreibung de facto von den Redaktionen des Dudens in Leipzig und Mannheim weiterentwickelt.

### 13.–19. Auflage (1947–1991)

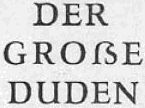
Großes ß, DDR-Duden, 15. Auflage, 1957

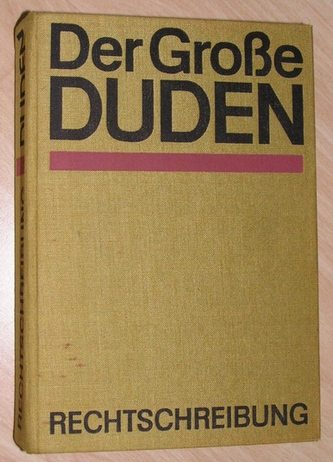
DDR-Duden, 16. Auflage, 1969

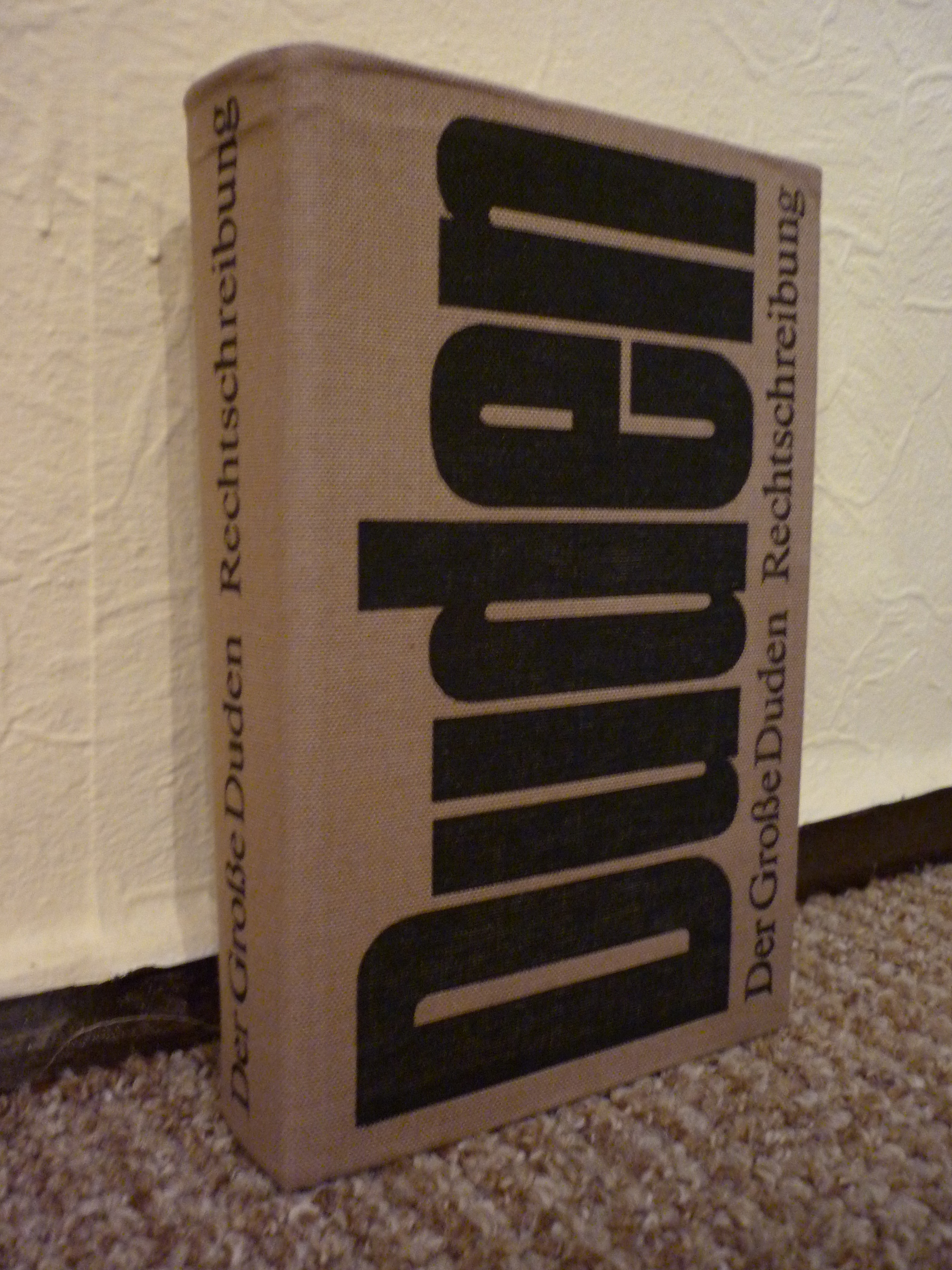
DDR-Duden, 17. Auflage, 1981

Nach dem Zweiten Weltkrieg wurde die Tradition des Duden in Leipzig beim VEB Bibliographisches Institut und später auch in Mannheim beim Privatverlag Bibliographisches Institut AG fortgeführt (Ost- und West-Duden). 1947 entstand mit der 13. Auflage in Leipzig der erste Nachkriegsduden, für den auch westdeutsche, österreichische und Schweizer Verlage ein Abdruckrecht erhielten. Auf dessen Grundlage brachte 1954 das westdeutsche Bibliographische Institut eine eigene überarbeitete (14.) Auflage heraus. Sie enthielt keine Markierung des Schluss-s mehr, was im Westen auch weiter so gehandhabt wird.
Die 1951 erschienene ostdeutsche Ausgabe (14.) ist in Antiqua mit korrekt gesetztem langem s (und ß) gehalten. In der 15. (1957) und der 16. Auflage (1967) wird wieder das System der Unterstreichung angewendet, welches erst mit der 17. Auflage (1975) verschwindet.
Sonst unterschieden sich beide Dudenausgaben, von nun an, hauptsächlich in der Wortauswahl. Sozialistisch geprägte Begriffe fanden sich im Ostduden, im Westduden hingegen wurden neue westdeutsche Alltagsbegriffe hinzugefügt. In Westdeutschland griffen zu Beginn der 1950er Jahre einige Verlage das faktische Dudenmonopol an, indem sie Wörterbücher mit abweichenden Schreibungen herausbrachten. Daraufhin erklärten die Kultusminister der westdeutschen Bundesländer den West-Duden per Beschluss vom November 1955 in allen orthografischen Zweifelsfällen für verbindlich, was erst 1996 mit dem Beschluss zur Einführung einer neuen Rechtschreibung aufgehoben wurde. Der Ost-Duden war in der Deutschen Demokratischen Republik durch Festlegungen des Ministeriums für Volksbildung und durch staatliche Standards (TGL) faktisch ebenso verbindlich.
Die sich in historischer Tradition sehende Leipziger Dudenredaktion versuchte noch in den 1960er-Jahren einen möglichst unpolitischen Duden herauszugeben, um eine Spaltung der Rechtschreibung in Deutschland zu verhindern. So enthielt der Leipziger Duden von 1965, 20 Jahre nach Kriegsende und 16 Jahre nach Gründung beider deutscher Staaten, nur das Wort „Deutschland“. „DDR“ und „BRD“ bzw. „Bundesrepublik“ fehlen. Beim Eintrag „Berlin“ findet sich die neutrale Erklärung „Hauptstadt Deutschlands“. Gegen Ende der 1960er Jahre jedoch wurde der Leipziger Duden zunehmend von sozialistischen Begriffen geprägt. Generell wurden Neuerungen im Ostduden aber zurückhaltender umgesetzt als im Westduden. Wortneuschöpfungen, insbesondere aus der Jugendsprache, findet man fast ausschließlich im Westduden.
Im DDR-Duden fehlten lange Zeit Worte wie Weltreise, Staatsstreich und andere delikate Begriffe, diese finden sich erstmals in der 18. Auflage, die 1985 erschien (dies war gleichzeitig die letzte Neubearbeitung des DDR-Dudens). Damals neu aufgenommen wurde auch die Kreuzfahrt. Auch derbe Wörter wie ficken und Arschkriecher finden sich erstmals in dieser Auflage, ebenso wie die neu entdeckte Krankheit Aids. Aber selbst in der letzten Ausgabe von 1990 fehlt die Staatssicherheit. Des Weiteren war im DDR-Duden trotz der politischen Spaltung der Alltagswortschatz des gesamten deutschen Sprachgebiets abgebildet, inklusive Österreichs und der Schweiz. Jedoch hieß es als Erläuterung beispielsweise nicht „süddeutsch“, sondern „S BRD“ (für „im Süden der BRD gebräuchlich“). Auch zahlreiche Städte in Westdeutschland waren verzeichnet, darunter auch Orte wie die Reeperbahn und Sankt Pauli, ausdrücklich nur als Straße bzw. Stadtteil Hamburgs. Möglicherweise ist dies darauf zurückzuführen, dass beide Einträge bereits vor dem Krieg im Duden verzeichnet waren. Auch Chemnitz („früher für Karl-Marx-Stadt“) und die von 1946 bis 1952 existierenden Länder (beispielsweise Sachsen-Anhalt) waren verzeichnet. Berlin wurde im DDR-Duden als „Hauptstadt der DDR“ definiert, demgegenüber stand Westberlin als „selbständige politische Einheit“.
Das Bibliographische Institut in Leipzig beschränkte seine Erhebungstätigkeit allerdings nicht nur auf den Sprachgebrauch in der DDR, sondern berücksichtigte neben dem westdeutschen Sprachgebrauch explizit auch Austriazismen und Helvetismen. Dafür korrespondierte man brieflich mit Einzelpersonen aus Literatur und Wissenschaft in Österreich und der Schweiz, die vor jeder neuen Ausgabe ihre Ergänzungen einschicken konnten. In Österreich waren dies zuletzt vor allem Ernst Pacolt und Otto Langbein, beide schon seit 1951 langjährige Mitarbeiter am Österreichischen Wörterbuch.
Die Dudenredaktionen gingen bei Überarbeitungen einerseits konservativ vor, indem sie es als ihre primäre Aufgabe betrachteten, im Wörterbuch den vorherrschenden Sprachgebrauch zu dokumentieren. Andererseits entwickelten sie im Regelwerk zur Klärung immer neuer Zweifelsfälle immer feinere Verästelungen. Grundlage blieben aber bis zur Reform im Jahre 1996 dennoch die Rechtschreibregeln von 1901.

### 20. Auflage (Einheitsduden,1991)
Eine besondere Bedeutung kam der 20. Auflage des Dudens (nach Leipziger Zählweise: 19. Neubearbeitung) vom 26. August 1991 zu, der letzten Ausgabe vor der Rechtschreibreform von 1996. Diese Auflage ist auch unter dem Titel Einheitsduden bekannt geworden, da in ihr die beiden deutschen Duden (der DDR und der Bundesrepublik Deutschland (vor 1990)) wieder zusammengeführt wurden. Die Verlagsgruppe Bibliographisches Institut & F. A. Brockhaus AG hatte das Bibliographische Institut in Leipzig übernommen.

### 21. Auflage (Reformduden,1996)
Mit der Rechtschreibreform von 1996 wurde das sogenannte Dudenmonopol gebrochen. Nicht mehr der Duden ist maßgebend, sondern die amtliche Rechtschreibregelung selbst. Damit ist der Duden nicht mehr das einzig ausschlaggebende Regelwerk der Orthografie, und alternative Wörterbücher, die die amtliche Rechtschreibregelung darstellen, wie z. B. das Wahrig-Rechtschreibwörterbuch aus dem Bertelsmann-Verlag, haben prinzipiell denselben Stellenwert.
Der 21. Auflage des Dudens war die Broschüre Informationen zur neuen deutschen Rechtschreibung (1994) vorausgegangen, in der der Dudenverlag die Beschlüsse der Wiener Orthographiekonferenz vom November 1994 einem breiten Publikum vorstellte. Zwei Jahre später, in der 21. Auflage, wurden die Neuschreibungen rot eingefärbt dargestellt. Das amtliche Regelwerk war in einem Anhang abgedruckt.

### 22. Auflage (2000)

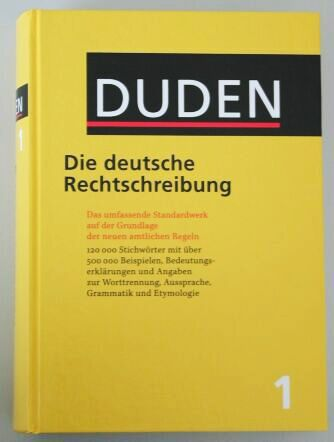
Duden, 22. Auflage, 2000

In der 22. Auflage wurden reformierte und traditionelle Schreibung gleichzeitig verzeichnet. Die Fehler der 21. Auflage wurden korrigiert. Zudem ergänzten Infokästchen, wie man sie schon 1996 im Bertelsmann-Rechtschreibwörterbuch finden konnte, den Text. Erstmals verzeichnete der Duden die Wörter und Unwörter des Jahres.

### 23. Auflage (2004)
Am 28. August 2004 lag der Duden in 23. Auflage vor. Darin waren auch alle Änderungen verzeichnet, die von der Kultusministerkonferenz im Juni 2004 beschlossen worden waren. Anders als in der vorhergehenden Auflage verzichtete die Redaktion auf eine Verzeichnung der traditionellen Schreibweisen. Neu war, dass weibliche Personenbezeichnungen aufgenommen wurden, z. B. neben Ziegelbrenner auch Ziegelbrennerin. Kritiker führten dagegen an, dass die Anhängung von -in an das maskuline Grundwort keine orthographischen Probleme bereite. Befürworter hielten die Aufnahme solcher Wörter aus Gründen der Gleichberechtigung beider Geschlechter für sinnvoll.

### 24. Auflage (2006)
Am 3. März 2006, einen Tag nachdem die Kultusminister der Länder die Vorschläge des Rates für deutsche Rechtschreibung für eine Modifizierung des amtlichen Regelwerkes der deutschen Rechtschreibung angenommen hatten, gab der Dudenverlag den 22. Juli 2006 als Erscheinungsdatum für die 24. Auflage des Dudens an. „Mit der Entscheidung der Kultusminister wird aus Sicht der Dudenredaktion die von ihr seit Jahren geforderte Sicherheit in Fragen der Orthografie wiederhergestellt“, heißt es im Vorwort.
Die 24. Auflage umfasste auf 1.216 Seiten rund 130.000 Stichwörter, davon 3.500 neue Wörter wie Brötchentaste, E-Pass, Jobcenter, Plasmafernseher und Weblog.
Neu war, dass bei amtlich zugelassenen Varianten eine Schreibweise empfohlen wurde, die sogenannte Dudenempfehlung, z. B. Achtzigerjahre statt achtziger Jahre, Fantasie statt Phantasie, Eiscreme statt Eiskrem oder Eiskreme. Diese Empfehlungen – laut Vorwort „für alle diejenigen gedacht, die ohne großen Aufwand in ihren Texten einheitlich schreiben möchten“ – waren nicht unumstritten und unterschieden sich zum Teil beispielsweise von den Empfehlungen des Wahrig-Verlags.

### 25. Auflage (2009)
Die 25. Auflage des Dudens erschien am 21. Juli 2009. Sie umfasste auf 1.216 Seiten rund 135.000 Stichwörter, davon 5.000 neue Wörter wie Abwrackprämie, Gigaliner, Regenbogenfamilie und Zwergplanet. Neu waren außerdem die beiden Kapitel Wichtige Stationen aus der Geschichte der deutschen Orthografie (mit besonderer Berücksichtigung des Dudens) und Sprache in Zahlen. Im Vergleich zur 21. bis 24. Auflage wurde in der 25. Auflage auf den Rotdruck der durch die Rechtschreibreform geänderten Regeln und Schreibungen verzichtet und es fehlte das Kapitel Die amtliche Regelung der deutschen Rechtschreibung.

### 26. Auflage (2013)
Die 26. Auflage erschien 2013. Sie umfasste 1.216 Seiten mit etwa 140.000 Stichwörtern. Neu aufgenommen wurden rund 5.000 Wörter wie Energiewende, Liebesschloss und QR-Code. Die Zahl der Infokästen wurde auf 500 erhöht, das Buch bekam zwei ausklappbare Alphabetregister. Zum ersten Mal wurde das gedruckte Werk mit elektronischen Produkten fest verbunden. Jeder Band enthielt einen persönlichen Zugangscode. Gab man diesen auf einer bestimmten Internetseite ein, kann man sich eine Rechtschreib-Software für Microsoft Office (nur die Windows-Version) sowie eine Wörterbuch-App für iOS und Android herunterladen.
Obwohl sich im zugrunde liegenden Regelwerk diesbezüglich nichts geändert hatte, wurde die Zusammenschreibung in „sie kommt Dienstagabend“, die in genau dieser Verwendung in den Auflagen 22 bis 25 durchgehend enthalten war, erstmals nicht mehr aufgeführt. Gleichzeitig wurde die Getrenntschreibung „sie kommt Dienstag [am] Abend“ neu angegeben. Laut Duden online war allerdings „sie kommt Dienstagabend“ weiterhin gültig.
Der Verein Deutsche Sprache (VDS) kritisierte zu dieser Auflage die verstärkte Aufnahme von seiner Meinung nach in der deutschen Sprache nicht hinreichend etablierten Anglizismen in den Duden. Deren Verwendung würde dann durch den Duden-Eintrag gerechtfertigt. Der Duden wurde vor diesem Hintergrund vom VDS zum Sprachpanscher des Jahres 2013 gewählt.
Die Duden-Redaktion wies auf Nachfrage des Nachrichtenmagazins Der Spiegel die Kritik zurück und argumentierte, dass sie die Sprache nicht mache (normative Linguistik), sondern objektiv abbilde (deskriptive Linguistik).

### 27. Auflage (2017)

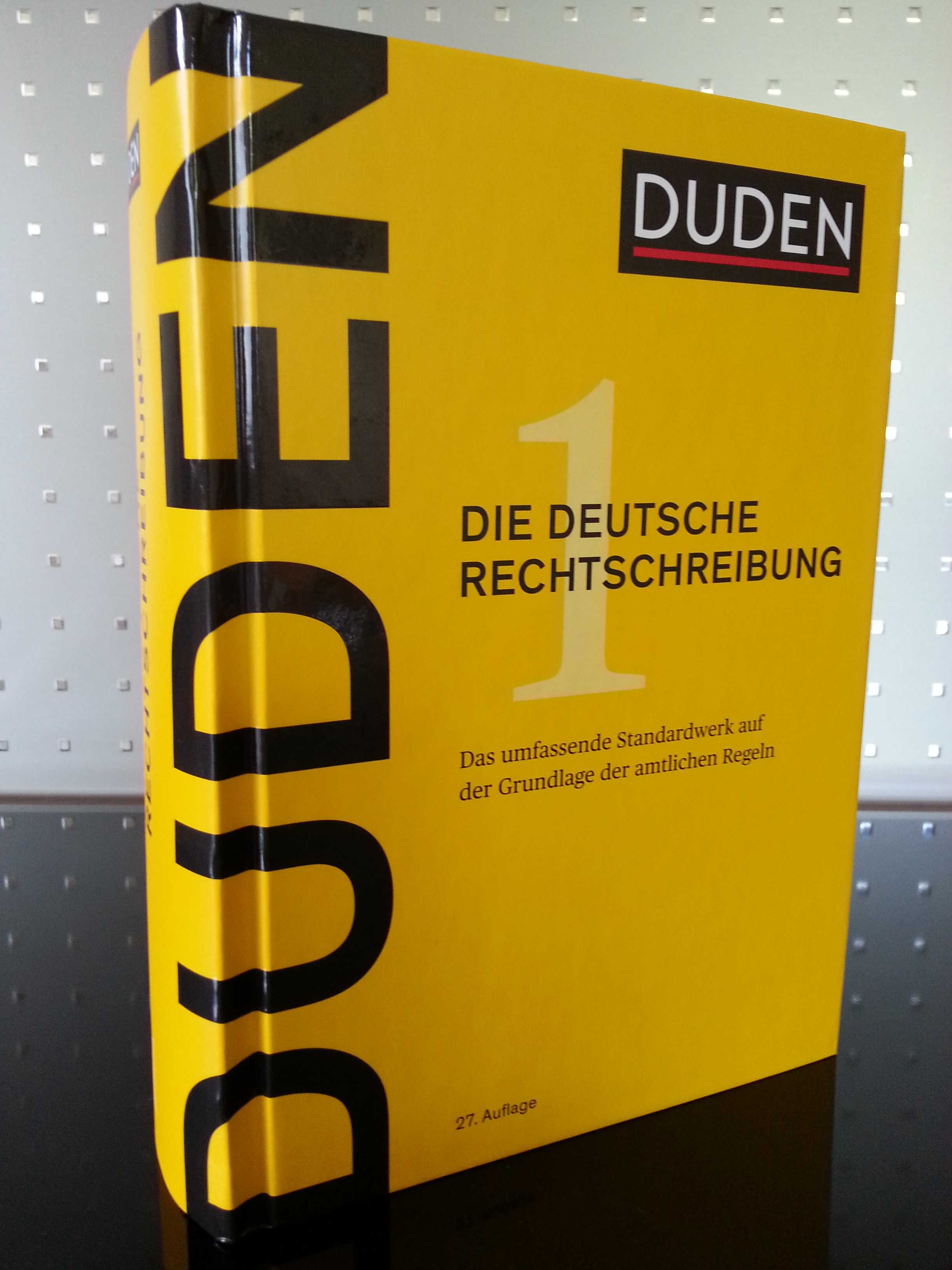
Duden, Band 1, 27. Auflage, Berlin 2017

Am 9. August 2017 erschien die 27. Auflage. Es wurden 5.000 neue Wörter wie Ampelfrau, hyggelig und Späti aufgenommen. Insgesamt waren 145.000 Stichwörter verzeichnet. Die Änderungen des neuen amtlichen Regelwerks des Rates für deutsche Rechtschreibung von 2017 wurden umgesetzt. Unter anderem wurden Schreibvarianten wie Co-Trainer und Ex-Minister aufgenommen und zur Verwendung empfohlen. Auf die Option zur Verwendung des großen ß (ẞ) wurde hingewiesen. Das längste Wort in diesem Rechtschreibduden ist mit 44 Buchstaben die Aufmerksamkeitsdefizit-Hyperaktivitätsstörung. Der Band enthielt die Beilage Deutsche Rechtschreibung in Kürze.

### 28. Auflage (2020)
Am 12. August 2020 erschien die 28. Auflage, während Kathrin Kunkel-Razum Leiterin der Wörterbuchredaktion war. Es wurden 300 veraltete Wörter wie Kabelnachricht, Kammerjungfer oder beweiben gestrichen und 3000 Wörter neu aufgenommen, darunter viele aktuelle wie Reproduktionszahl und Herdenimmunität sowie viele Anglizismen wie Shutdown, Influencer und Powerbank. Mit 148.000 Stichwörtern handelte es sich bis dahin um die bisher umfangreichste Ausgabe.
Erstmals enthält der Rechtschreib-Duden auf drei Seiten einen eigenen Abschnitt Geschlechtergerechter Sprachgebrauch mit einer Übersicht zu den Mitteln geschlechtergerechter Sprache (auch online veröffentlicht). Hingewiesen wird auch auf den zunehmenden Gebrauch des Gendersternchens (Schüler*innen) und anderer Genderzeichen – diese sind aber nicht von der amtlichen Rechtschreibung abgedeckt. Zur Abkürzung von Paarformen sei – neben abgelehnten Klammern: Schüler(innen) – nur die Schreibweise mit Schrägstrich und Ergänzungsstrich regelkonform: Schüler/-innen.

### 29. Auflage (2024)
Am 20. August 2024 erschien die 29. Auflage. Mit 3000 neuen Einträgen umfasst sie 151.000 Stichwörter. Die größten Sprachveränderungen sind laut Dudenredaktion in den Bereichen „Krisen, Krieg und Kochen“. Neu hinzugekommen sind auch Anglizismen, die sich in der Alltagssprache etabliert haben, wie matchen, daten, woke, cringe und Vibe.

### Duden online

#### Anfänge
Am 2. Mai 2011 wurde mit duden.de die kostenpflichtige Duden-Onlinesuche von einem kostenlosen Angebot abgelöst, das Duden-Wörterbuchinhalte online zusammenführt und etwa Wortverbindungen, Bilder und Flexionstabellen bei Stichwörtern zeigt. Begründet wurde die Entscheidung mit entsprechenden kostenlosen Internetangeboten von Konkurrenten wie Pons, canoonet und Wiktionary. Es sei wichtig, „auch online die Nummer eins in Sachen deutsche Sprache“ zu sein. Im Mai 2019 enthielt das Onlineangebot laut eigener Darstellung mehr als 236.000 Einträge mit Hinweisen zum richtigen Gebrauch, zur Aussprache und zur Herkunft eines Wortes sowie zu Synonymen.

#### „Geschlechtergerechte“ Überarbeitung
Seit dem Jahr 2021 stellt Duden online zu maskulinen Lexemen für Personen- und Berufsbezeichnungen auch für daraus durch Movierung ableitbare Feminina einen eigenständigen Stichworteintrag bereit. Bis auf eine Fußnote wird die Möglichkeit des geschlechtsübergreifenden Gebrauchs bei Bedeutungsbeschreibungen maskuliner Lexeme nicht mehr erwähnt; so steht etwa bei dem Stichwort Arzt als einzige Bedeutung: „männliche Person, die...“, bei der movierten Form („Ärztin“): „weibliche Person, die...“ (bis 2020 nur als Verweisartikel: „weibliche Form zu Arzt“). Die generische Verwendung der maskulinen Formen ist laut Dudenredaktion weiterhin möglich, werde allerdings nicht mehr empfohlen.
Die Entscheidung der Dudenredaktion, in der Online-Version des Duden die Berufsbezeichnungen nach Geschlechtern zu differenzieren, wurde in Presse und Öffentlichkeit kontrovers diskutiert. Die Dudenredaktion wurde im Internet attackiert, und während einige kritisierten, dass damit das generische Maskulinum durch die Hintertür abgeschafft werden solle, gingen anderen die Änderungen nicht weit genug. In einem Interview im Cicero erklärte Kathrin Kunkel-Razum, Leiterin der Dudenredaktion, dass mit der Änderung der Eindruck vermieden werden solle, die weibliche Form sei lediglich ein „Anhängsel“ der männlichen, und dass durch die Neuerung in den Artikeln zur weiblichen Form die Definition sofort verfügbar und es nicht mehr notwendig sei, auf die männliche Form zu klicken, um zur Definition zu gelangen.

## Kritik

### An der Schreibung einzelner Wörter
Immer wieder wird der Duden dafür kritisiert, orthographisch oder grammatikalisch falsche Ausdrücke allein wegen ihrer großen Verbreitung aufzunehmen. So echauffierte sich Manfred Sack 1985 in der Zeit: „Wie stets, wenn etwas nur lange genug unkorrekt gebraucht wird, ist unsere große Hure Duden zur Stelle und kassiert es als korrekt.“

### An der Aufnahme angeblich nicht etablierter Anglizismen
Der Verein Deutsche Sprache (VDS) kritisierte 2013 zur 26. Auflage die verstärkte Aufnahme von seiner Meinung nach in der deutschen Sprache nicht hinreichend etablierten Anglizismen in den Duden. Deren Verwendung würde dann durch den Duden-Eintrag befürwortet. Der Duden wurde vor diesem Hintergrund vom VDS zum Sprachpanscher des Jahres 2013 gewählt. Als Beispiel dient das folgende Zitat: „‚Die Soccer-Player (Soccerer? Soccen? Soccis?) chillten overdressed nach dem Meeting ab‘ ist nach Duden ein völlig korrekter deutscher Satz. Wer so etwas zulässt, ist mit dem Titel Sprachpanscher des Jahres noch gut bedient.“

### An nicht objektiven Sprachbeschreibungen zugunsten feministischer Sprachpolitik
Der Verein Deutsche Sprache rief im März 2021 zu einer Unterschriftenaktion „Rettet die deutsche Sprache vor dem Duden“ auf, die neben 100 Erstunterzeichnern über 40.000 Unterschriften sammelte. Der Protest wendet sich gegen die Ankündigung des Online-Dudens, die rund 12.000 femininen Formen von Personen- und Berufsbezeichnungen zu eigenständigen Artikeln auszubauen. Die Zeitung Die Welt kritisierte den Duden scharf und argumentierte, dass mit dieser Änderung die Sprache falsch dargestellt werde.
Weitere Kritik an der geschlechtergerechten Sprache des Duden kam 2021 in Folge eines Artikels im Nachrichtenmagazin Der Spiegel auf. Diese richtete sich einerseits an vermeintlich neu eingeführten Wörtern wie Bösewichtin und die „Gästin“. Allerdings ist eben dieses Wort Gästin sprachhistorisch bis ins 19. Jahrhundert literarisch belegt. So wird es bereits im Deutschen Wörterbuch von Jacob und Wilhelm Grimm aufgelistet – wenngleich mit dem Hinweis „wenig gebraucht“. Die Sprachwissenschaftlerin Ursula Bredel wird im gleichen Artikel zitiert. Sie meint, dass die „Festlegung des grammatischen Genus Maskulinum auf das natürliche Geschlecht […], nicht der Systematik des Deutschen“ entspricht. „Wenn das Wort Mieter nur noch männliche Mieter bezeichne, erschwere dies auch die Bezeichnung diverser Menschen, die sich weder dem männlichen noch dem weiblichen Geschlecht zugehörig fühlten: Die bislang häufige Bezeichnung ‚Mieter (m/w/d)‘ wäre dann nicht mehr möglich.“ Somit würde der Duden also eine Veränderung der Bedeutung des Wortes von „Person, die etwas gemietet hat“ zu „männliche Person, die etwas gemietet hat“ forciert haben.
Der Sprachwissenschaftler Eckhard Meineke kommt in seinen Studien zum genderneutralen Maskulinum zu dem Ergebnis, der Online-Duden berücksichtige die Möglichkeit des geschlechtsübergreifenden Gebrauchs bei Bedeutungsbeschreibungen maskuliner Lexeme wie Arzt, Besucher, Einwohner, Lerner oder Tourist bis auf eine diesbezügliche Fußnote nicht angemessen, er verlasse die Ebene objektiver Sprachbeschreibung zugunsten feministischer Sprachpolitik. Es werde mit falschen und sich selbst widersprechenden Angaben manipuliert. Das Gleiche gelte für das Handbuch geschlechtergerechter Sprache von Diewald und Steinauer aus dem Umkreis der Duden-Redaktion. Damit promoviere die Duden-Redaktion den feministischen Sprachgebrauch sozusagen par ordre du mufti zum gesamtgesellschaftlichen Konsens, ein Vorgehen, das zu Recht mit sprachdirigistischen Verhalten offiziöser Organe totalitärer Staaten in Geschichte und Gegenwart verglichen worden sei.

### An Beschreibungen zu einzelnen Stichwörtern
Kritik zog 2022 ein „besonderer Hinweis“ im Duden-Eintrag Jude auf sich, der laut der Leiterin der Duden-Redaktion Kathrin Kunkel-Razum dort bereits seit 2007 in der gedruckten Ausgabe und ab 2011 im Online-Duden stand. Dort war der Hinweis enthalten, das Wort werde gelegentlich wegen der Erinnerung an den NS-Sprachgebrauch als diskriminierend empfunden und in diesen Fällen würden meist Ausweichformulierungen wie „jüdische Menschen“, „jüdische Mitbürgerinnen und Mitbürger“ oder „Menschen jüdischen Glaubens“ gewählt. Dies wurde vom Präsidenten des Zentralrats der Juden in Deutschland Josef Schuster zurückgewiesen. Das Wort „Jude“ sei für ihn weder ein Schimpfwort noch diskriminierend. Sein Verband heiße bewusst „Zentralrat der Juden“ und nicht der „jüdischen Mitbürger“. Die Bezeichnung „Jude“ oder „Jüdin“ signalisiere Augenhöhe wie zum Beispiel „Katholik“ oder „Protestant“, so Schuster. Dies sei besser als Formulierungen aus vermeintlich großzügiger Toleranz gegenüber Menschen, von denen man sich letztlich doch abgrenzen wolle. Auch der Erfurter Bischof Ulrich Neymeyr kritisierte den Hinweis des Duden. Kunkel-Razum reagierte mit dem Statement, die Duden-Redaktion werde den Hinweiskasten gründlich prüfen und überarbeiten.

## Weitere Publikationen
Neben dem Rechtschreibduden erschienen im Verlag Bibliographisches Institut weitere Bücher unter der Marke Duden.

### Duden in zwölf Bänden
Neben dem Rechtschreibwörterbuch gibt der Verlag Bibliographisches Institut unter der Bezeichnung Duden verschiedene Spezial- und Fachwörterbücher heraus sowie die Duden-Grammatik.
Mit Stand 2020 erscheint das Werk in zwölf Bänden (seit 2017), mit denen verschiedene Spezialgebiete abgedeckt werden: Vorgänger war ein zehnbändiger Duden.
| Band           | Titel                                         | Auflage | Erscheinungs- jahr | Produktarten | Produktarten | Produktarten       | Produktarten | Produktarten  | Produktarten  |
| Band           | Titel                                         | Auflage | Erscheinungs- jahr | Buch         | E-Book       | Software- Download | Software     | Medien- paket | Apps          |
| -------------- | --------------------------------------------- | ------- | ------------------ | ------------ | ------------ | ------------------ | ------------ | ------------- | ------------- |
| 1              | Die deutsche Rechtschreibung                  | 29.     | 2024               | Ja           | Nein         | Ja                 | Nein         | Ja            | Android / iOS |
| 2              | Das Stilwörterbuch                            | 10.     | 2017               | Ja           | Ja           | Ja                 | Nein         | Nein          | Android / iOS |
| 3              | Das Bildwörterbuch                            | 7.      | 2018               | Ja           | Ja           | Nein               | Nein         | Nein          | Nein          |
| 4              | Die Grammatik                                 | 10.     | 2022               | Ja           | Ja           | Nein               | Nein         | Nein          | Nein          |
| 5              | Das Fremdwörterbuch                           | 13.     | 2023               | Ja           | Ja           | Ja                 | Ja           | Ja            | Android / iOS |
| 6              | Das Aussprachewörterbuch                      | 8.      | 2023               | Ja           | Ja           | Ja                 | Nein         | Nein          | Nein          |
| 7              | Das Herkunftswörterbuch                       | 6.      | 2020               | Ja           | Ja           | Ja                 | Nein         | Nein          | Android / iOS |
| 8              | Das Synonymwörterbuch                         | 8.      | 2024               | Ja           | Ja           | Ja                 | Nein         | Ja            | Nein          |
| 9              | Das Wörterbuch der sprachlichen Zweifelsfälle | 9.      | 2021               | Ja           | Ja           | Ja                 | Ja           | Ja            | Nein          |
| 10             | Das Bedeutungswörterbuch                      | 5.      | 2018               | Ja           | Ja           | Ja                 | Nein         | Nein          | Nein          |
| 11             | Redewendungen                                 | 5.      | 2020               | Ja           | Ja           | Ja                 | Nein         | Nein          | Nein          |
| 12             | Zitate und Aussprüche                         | 5.      | 2019               | Ja           | Ja           | Ja                 | Nein         | Nein          | Nein          |
| 1. 2. 3. 4. 5. |                                               |         |                    |              |              |                    |              |               |               |

### Ältere Titel und andere Sachgebiete

#### Buchdruckerduden (1903)
1903 veröffentlichte Konrad Duden seine Rechtschreibung der Buchdruckereien deutscher Sprache, den sogenannten Buchdruckerduden, mit dessen Hilfe Varianten reduziert werden sollten. In der 1905 erschienenen 8. Auflage des Dudens werden viele zugelassene Varianten ebenso nicht mehr aufgeführt. 1907 erschien die zweite und damit letzte Auflage des Buchdruckerdudens. 1915 erschien die 9. Auflage des Duden, die den Buchdruckerduden integrierte, unter dem neuen Titel Duden – Rechtschreibung der deutschen Sprache und der Fremdwörter. Die Inhalte der zweiten Auflage des Buchdruckerdudens wurden mit der 9. Auflage des Rechtschreibdudens in das Hauptwerk zur Rechtschreibung übernommen.

#### Wörterbuch medizinischer Fachbegriffe (1968)
Dieser Medizin-Duden änderte 1973 und 2007 den Titel.
- 1. Auflage, Wörterbuch medizinischer Fachausdrücke, Bibliographisches Institut, Mannheim/Zürich, und Georg Thieme Verlag, Stuttgart 1968, 639 Seiten
- 2. Auflage, Das Wörterbuch medizinischer Fachausdrücke, Bibliographisches Institut, Mannheim/Wien/Zürich, und Georg Thieme Verlag, Stuttgart 1973, ISBN 3-411-00943-8, 639 Seiten, 30.000 Stichwörter
- 3. Auflage, Das Wörterbuch medizinischer Fachausdrücke, Bibliographisches Institut, Mannheim/Wien/Zürich, und Georg Thieme Verlag, Stuttgart 1979, ISBN 3-411-01747-3, 751 Seiten, 32.000 Stichwörter
- 4. Auflage, Das Wörterbuch medizinischer Fachausdrücke, Bibliographisches Institut. Mannheim/Wien/Zürich, und Georg Thieme Verlag, Stuttgart/New York 1985, ISBN 3-411-02426-7, ISBN 3-13-437804-3, 744 Seiten, 35.000 Stichwörter
- 5. Auflage, Das Wörterbuch medizinischer Fachausdrücke, Dudenverlag, Mannheim/Leipzig/Wien/Zürich 1992, ISBN 3-411-04615-5, 768 Seiten, 37.000 Stichwörter
- 6. Auflage, Das Wörterbuch medizinischer Fachausdrücke, Dudenverlag, Mannheim/Leipzig/Wien/Zürich 1998, ISBN 3-411-04616-3, 809 Seiten, 37.000 Stichwörter
- 7. Auflage, Das Wörterbuch medizinischer Fachausdrücke, Dudenverlag, Mannheim/Leipzig/Wien/Zürich 2003, ISBN 3-411-04617-1, 856 Seiten, 2.000 neue Fachbegriffe
- 8. Auflage, Wörterbuch medizinischer Fachbegriffe, Dudenverlag, Mannheim/Leipzig/Wien/Zürich 2007, ISBN 978-3-411-04618-8, 862 Seiten
- 9. Auflage, Wörterbuch medizinischer Fachbegriffe, Dudenverlag, Mannheim/Zürich 2012, ISBN 978-3-411-04619-5, 768 Seiten, 35.000 Stichwörter
- 10. Auflage, Wörterbuch medizinischer Fachbegriffe, Dudenverlag, Berlin 2021, ISBN 978-3-411-04837-3, 896 Seiten, 35.000 Stichwörter

#### Duden Taschenbücher
Es gab „Eine Sonderreihe zum Großen Duden“, herausgegeben von der Dudenredaktion. Zum Beispiel Band 4: Lexikon der Vornamen und Band 8: Wie sagt man in Österreich? Band 24 dieser „praxisnahen Helfer zu vielen Themen“ trug den Titel Jiddisches Wörterbuch.

#### Das große Wörterbuch der deutschen Sprache (1976)
Ab 1976 erschien ein mehrbändiges Wörterbuch der deutschen Sprache unter dem Titel Duden, Das große Wörterbuch der deutschen Sprache (abgekürzt GWDS oder GWB). Geleitet wurde das Unternehmen von Günther Drosdowski, Bearbeiter waren Rudolf Köster und Wolfgang Müller. Die erste Auflage erschien in 6 Bänden zwischen 1976 und 1981. Weitere Ausgaben waren:
- 2. Auflage. 8 Bände. 1993–1995, ISBN 3-411-04732-1.
- 3. Auflage. 10 Bände. 1999, ISBN 3-411-04733-X.

Seitdem erschienen weitere Auflagen als Programmversionen 4.0 und 5.1 2005 und 2011 auf CD-ROM unter dem Titel Duden – Das große Wörterbuch der deutschen Sprache. Die umfassende Dokumentation der deutschen Gegenwartssprache.

#### Deutsches Universalwörterbuch (1983)
Ab 1983 erschien ein Wörterbuch der deutschen Sprache unter dem Titel „Duden, Deutsches Universalwörterbuch“ (abgekürzt DUW). Bearbeitung durch Günther Drosdowski und weitere Mitarbeiter der Dudenredaktion. Verlagsorte waren Mannheim, Leipzig, Wien und Zürich. Ausgaben waren:
- 1. Auflage. 1983, ISBN 978-3-411-02175-8.
- 2., völlig neu bearb. und stark erw. Auflage. 1989, ISBN 978-3-411-02176-5.
- 3., neu bearb. und erw. Auflage. 1996, ISBN 978-3-411-05503-6.
- 4., neu überarb. und erw. Auflage. 2001, ISBN 978-3-411-05504-3.
- 5., überarb. Auflage. 2003, ISBN 978-3-411-05505-0.
- 6., überarb. und erw. Auflage. 2007, ISBN 978-3-411-05506-7.
- 7., überarb. und erw. Auflage. 2011, ISBN 978-3-411-05507-4.
- 7., überarb. und erw. Auflage. 2011, ISBN 978-3-411-71424-7, mit CD-ROM.
- 8., überarb. und erw. Auflage. 2015, ISBN 978-3-411-05508-1.
- 9., vollständig überarb. und erw. Auflage. 2019, ISBN 978-3-411-05509-8.
- 10., vollständig überarb. und erw. Auflage. 2023, ISBN 978-3-411-05510-4.

#### Duden Informatik (1988)
Seit 1988 erschien der Duden Informatik als Sachlexikon für Studium und Praxis. Herausgegeben vom Lektorat des BI-Wiss.-Verlags unter Leitung von Hermann Engesser. Bearbeitet von Volker Claus und Andreas Schwill. Ausgaben waren:
- 1. Auflage. Mannheim / Wien / Zürich 1988, ISBN 3-411-02421-6.
- 2., vollständig überarbeitete und erweiterte Auflage. Mannheim / Leipzig / Wien / Zürich 1993, ISBN 3-411-05232-5.
- 3. Auflage. Dudenverlag, Mannheim / Leipzig / Wien / Zürich 2001, ISBN 978-3-411-05233-2.
- 4. Auflage. Mannheim / Leipzig / Wien Zürich 2006, ISBN 3-411-05234-1.

#### Software
Seit 2003 wird der Duden mit der Software Duden-Bibliothek (Vorläufer: PC-Bibliothek, Office-Bibliothek) auch für den Einsatz auf PCs angeboten, zunächst verfügbar für die Betriebssysteme Linux und Mac OS X, seit 2005 auch für Windows. Mit der 23. Auflage erschienen auch Medien mit Aussprachehilfen für schwierige Wörter.
Mit dem Duden-Mentor lassen sich die Rechtschreibung, Grammatik, Zeichensetzung und der Stil von Texten prüfen und verbessern. Das Tool weist auf zu lange Sätze, Umgangssprache, Füllwörter und Wortwiederholungen hin und liefert Synonymvorschläge. Der Mentor ist als Onlinedienst, als Word-Add-in oder auch als Browser-Plug-in für Chrome, Firefox und Edge verfügbar. Je nach Funktionsumfang können bis zu 800, 1500, 20 000 oder 40 000 Zeichen auf einmal geprüft werden. Die überprüften und korrigierten Texte können anschließend kopiert und in ein Dokument einfügen werden. Wenn man das Word-Add-in oder eines der Plug-ins nutzt, fungiert der Duden-Mentor als digitaler Korrektor und weist während des Schreibens auf Fehler hin.

#### Duden Korrektor
Als Duden Korrektor gibt es seit den 2000er Jahren eine Rechtschreib- und Grammatikprüfung für diverse Office-Suites, darunter neben Microsoft Office auch StarOffice, OpenOffice.org, LibreOffice und SoftMaker Office.

#### Duden Familiennamen (2005)
Die Entstehungsgeschichte von 20.000 Namen, die Arten, die Formenvielfalt, die Häufigkeiten, die Besonderheiten und andere Aspekte wurden niedergeschrieben.

#### Volksduden (2012)
Dudenredaktion (Hrsg.): Volksduden. So schreiben wir richtig! Das Volkswörterbuch zur deutschen Rechtschreibung. Mit elektronischer Rechtschreibprüfung für Ihren PC. Dudenverlag, Mannheim/Zürich 2012, ISBN 978-3-411-02717-0 (BILD-Sonderausgabe; Buch + 1 CD-ROM).

#### Schülerduden
Der Schülerduden ist eine ebenfalls im Dudenverlag vom Bibliographischen Institut in Mannheim herausgegebene Reihe. Zum Beispiel gab es die Bände Grammatik, Die Musik, Die Tiere, Die Pädagogik und viele andere.

#### Der kleine Duden
Erschienen sind kleinformatige Duden-Bände.

#### Rechenduden
Ebenso der mehrbändige Große Rechenduden und der Schüler-Rechenduden – Ein Helfer für Schulaufgaben.

#### Sonstige Reihen des Bibliographischen Instituts
- Duden-Übungsbücher
- Fremdsprachige Bilderduden und Fremdsprachige Bildwörterbücher
- Duden für Spezialthemen
- Schlag nach!
- Wie funktioniert das?[70]
- Die Duden-Bibliothek für den Schüler
- Kinderbücher (ABC-Duden, Kinderduden, Kinder-Rechenduden und andere)[71]
- Bunte Kindersachbücher (zum Beispiel The English Kinderduden und Kinder-Rechenduden)[72]

### Scans (Auswahl)
- Auflagen des Dudens (1880–2020) auf der Duden-Website (kommentierte Liste)
  - 1. Auflage, Konrad Duden: Vollständiges Orthographisches Wörterbuch der deutschen Sprache. Nach den neuen preußischen und bayerischen Regeln. Bibliographisches Institut, Leipzig 1880, urn:nbn:de:bsz:15-0011-222307
  - 3., umgearbeitete und vermehrte Auflage. Neuer Abdruck. Verlag des Bibliographischen Instituts, Leipzig 1888 (Scan – Internet Archive)
  - 4., umgearbeitete und vermehrte Auflage. Bibliographisches Instituts, Leipzig/Wien 1893 (Scan – Universitätsbibliothek Leipzig)
  - 5., umgearbeitete und vermehrte Auflage. 1897 (Scan – Internet Archive)
  - 6., verbesserte und vermehrte Auflage. Bibliographisches Institut, Leipzig/Wien 1900 (Scan – Internet Archive)
  - 8. Auflage. Neuer Abdruck. Bibliographisches Institut, Leipzig/Wien 1908 (Scan – Internet Archive)
  - 10., neubearbeitete und erweiterte Auflage, Bibliographischen Institut Leipzig 1929 (Scan – Internet Archive)
  - 10., neubearbeitete und erweiterte Auflage, Zweiter, verbesserter Neudruck, Konrad Duden, Otto Basler: Der Große Duden. Rechtschreibung der deutschen Sprache und der Fremdwörter. Nach den für Deutschland, Österreich und die Schweiz gültigen amtlichen Regeln. Leipzig 101930 (Scan – Repozytorium Cyfrowe Instytutów Naukowych / Digital Repository of Scientific Institutes [RCIN])
  - 11., neubearbeitete und erweiterte Auflage, Konrad Duden, Otto Basler: Der Große Duden. Rechtschreibung der deutschen Sprache und der Fremdwörter. Bibliographisches Institut, Leipzig 111934 (Scan – Radomską Bibliotekę Cyfrową / Radom Digital Library)